# Classe préparatoire technologie, physique et chimie
Dans le système éducatif français, la classe préparatoire technologie, physique et chimie ou TPC est une des voies d'orientation en première année, communément appelée Maths sup TB, et seconde année, communément appelée Maths spé TB, de la filière des classes préparatoires scientifiques.
On y accède avec le baccalauréat sciences et technologies de laboratoire (STL) option SPCL ou exceptionnellement BGB. La formation concerne les étudiants ayant un goût prononcé pour la physique et la chimie. Elle mène en deux ans à un concours d'entrée dans des écoles d'ingénieurs. À l'issue de trois années d'études supplémentaires, les écoles délivrent le titre d'ingénieur. Il est également possible, à la fin de la TPC, d'opter pour une poursuite d'études universitaires au niveau L3.
Il existe quatre prépas TPC en France : au lycée d'Arsonval, à Saint-Maur-des-Fossés (Val-de-Marne), au lycée Lavoisier à Mulhouse, au Lycée Jean-Mermoz (Montpellier) à Montpellier et au lycée Kastler, à Talence (Gironde). 
À l'issue du concours 2010, 32 élèves sur 45 sont entrés en école d'ingénieurs, soit un taux de réussite de 71 %.

## Les enseignements

### Horaires en1reannée
- Chimie : 3,5 h de cours - 1 h de TD - 2,5 h de TP
- Physique : 4 h de cours - 2 h de TD - 2h de TP
- Mathématiques : 6 h de cours - 3 h de TD
- Français Philosophie : 1 h de cours - 2 h de TD
- Langue vivante 1 (anglais) : 2 h de cours - 2 h de TD
- Informatique : 1 h de TD (au premier trimestre) - 1 h de TP
- TIPE : 2 h (à partir du seconde trimestre)
- EPS : 2 h

### Horaires en2eannée
- Chimie : 3 h de cours - 1 h de TD - 2,5 h de TP
- Physique : 5 h de cours - 2 h de TD - 2 h de TP
- Mathématiques : 6 h de cours - 3 h de TD
- Français Philosophie : 1 h de cours - 2 h de TD
- Langue vivante 1 (anglais) : 1 h de cours - 1 h de TD
- Langue vivante 2 : 2 h de cours
- Informatique : 1 h de TP
- TIPE : 2 h
- EPS : 2 h

## Le concours
Les étudiants postulent au concours CCINP TPC (Concours Communs Polytechniques voie TPC). Cette voie est exclusivement ouverte aux étudiants de TPC. Les épreuves sont spécifiques à la filière (sauf pour les épreuves de langues vivantes) et le nombre de places dans les écoles est réservé. Il n'y a donc pas de concurrence avec les étudiants d'autres filières.

### Modalités du concours
Le concours CCP TPC se compose d'une partie écrite et d'une partie orale.